# ANTEL
ANTEL (španjolski: Administración Nacional de Telecomunicaciones) urugvajsko je javno poduzeće za pružanje telekomunikacijskih usluga i održavanja mreže prijenosa podataka na području Urugvaja. Osnovana je 1974. na zagovor urugvajskog vlastodršca i diktatora Juana Maríe Bordaberrya i uskog kruga njegovih suradnika s ciljem stvaranja državnog monopola nad sredstvima javnog priopćavanja. 
Nalazi se u vlasništvu Urugvajskog parlamenta te se kao državna tvrtka novčano potpomaže iz javnog proračuna. Osim radijskih i televizijskih postaja nudi i internetske usluge i prenošenje podataka. Sjedište tvrtke nalazi se u glavnom gradu Montevideu, a ANTEL pokriva područje cijelog Urugvaja.
Najveći ANTEL-ovi suparnici (konkurenti) su meksički Claro Americas i španjolski Movistar. Tvrtka se nekoliko puta pokušana privatizirati, ali bez uspjeha i uz protivljenje građana, koji su zbog toga izašli i na referendum. Time ostaje jedno od rijetkih javnih poduzeća u Urugvaju i jedino koje pruža neke određene usluge u toj zemlji.

## Vanjske poveznice
- ANTEL-ove službene stranice (šp.)